# Suore della Provvidenza e dell'Immacolata Concezione
Le Suore della Provvidenza e dell'Immacolata Concezione (in francese Sœurs de la Providence et de l'Immaculée Conception) sono un istituto religioso femminile di diritto pontificio: le suore di questa congregazione pospongono al loro nome la sigla S.P.I.C.

## Storia
La congregazione deriva da quella della Provvidenza, fondata nel 1762 da Jean-Martin Moyë. Nel 1822 le suore di Portieux aprirono filiali a Branchon e a Jambes, in diocesi di Namur: per le numerose vocazioni nate in Belgio, fu presto aperto un noviziato a Jodoigne, trasferito nel 1833 a Harlue e poi, nel 1834, a Champion.
Il 31 luglio 1837 l'episcopato belga rese le comunità del paese indipendenti dalla casa-madre di Portieux; il 14 settembre successivo si ebbe l'erezione canonica della congregazione di Champion e Marie-Xavier Voirin fu nominata superiora generale.
La prima filiale all'estero fu aperta in Italia nel 1854; nel 1865, a seguito dell'invito del cardinale Henry Edward Manning, le suore giunsero in Inghilterra e nel 1871 il presidente Gabriel García Moreno le chiamò in Ecuador; seguirono fondazioni in Colombia, Repubblica Democratica del Congo, Stati Uniti d'America e Perù.
Le Suore della Provvidenza sotto il patrocinio dell'Immacolata Concezione di Maria (questa è la denominazione originale della congregazione) ottennero il pontificio decreto di lode il 1º settembre 1858; l'istituto e le sue costituzioni ricevettero l'approvazione definitiva il 10 marzo 1877.

## Attività e diffusione
Le suore si dedicano prevalentemente all'istruzione e all'educazione cristiana della gioventù in orfanotrofi, asili e scuole di ogni tipo e grado, ma anche alla cura di anziani e ammalati, all'assistenza ai detenuti, al servizio domestico nei seminari e al lavoro nelle missioni.
Sono presenti in Europa  (Belgio, Italia, Regno Unito), nelle Americhe (Colombia, Ecuador, Perù) e in Repubblica Democratica del Congo: la sede generalizia è a Champion.
Al 31 dicembre 2008 l'istituto contava 528 religiose in 105 case.